# Marie-Claire Boyet
Pour les articles homonymes, voir Boyet.
Marie-Claire Boyet, née le 13 décembre 1924 à Tiaret et morte assassinée le 15 octobre 1957 dans la même ville, était une activiste Algérienne de souche européenne engagée en faveur de l'indépendance de l'Algérie. Elle est également surnommée par les Tiarétis « la martyre de Tagdempt »,.

## Biographie
Née au sein d'une famille pieds-noirs anticolonialiste de Tiaret, elle est dès son jeune âge très attachée à son environnement local et entretient des liens très affectifs avec la population musulmane de la ville, avec laquelle elle partage la maitrise de la langue arabe, le sentiment d'appartenance à l'Algérie et les cérémonies locales. Elle travaillait en tant que fleuriste. La sympathie de la famille Boyet à l'égard des indigènes musulmans est très mal perçu par les colons.
Pendant la guerre d'Algérie, elle soutient pacifiquement les militants nationalistes algériens de manière pacifique, aux côtés de son époux Yves Badaroux. 
Le 15 octobre 1957, alors qu'elle prépare des bouquets de fleurs dans sa ferme, située à quelques kilomètres de Tiaret, une patrouille de l'armée française fait irruption. L'intervention est justifiée par le soutien apporté par la jeune femme aux indépendantistes du FLN, alors qu'elle est elle-même française. Sous prétexte de la résistance de la jeune femme, 3 soldats ouvrent le feu sur cette dernière et son époux, l'abattant sur le coup,. Elle avait alors 32 ans,.
Pour tenter de dissimuler leur exaction, les autorités coloniales vont alors jusqu'à imputer le crime à l'ALN, mais sans succès,. Un procès à lieu en 1958 pour juger les auteurs de son assassinat mais ils ne seront finalement pas inquiétés par la justice.
Son meurtre a profondément bouleversé la communauté musulmane ainsi que les dirigeants de l'ALN. Après l'indépendance, Louis Boyet, le père de Marie-Claire, obtiendra la nationalité algérienne et demeurera en Algérie jusqu'à sa mort en 1968. Petit Louis, l'unique fils du couple Boyet, demeure à Tiaret jusqu'aux années 1980 avant de partir pour la France.

## Hommages
Une rue de Tiaret, sa ville natale, a été baptisé en son nom.

En 1989, l'écrivain algérien Amar Belkodja, écrira un poème en son honneur, intitulé «Une pensée à Marie-Claire» :
Belle Marie-Claire, tu opposas des fleurs aux armes
Belle Marie-Claire, tu n'aimais pas le bruit des bottes
Et tu as dit non à la guerre
Et quand les balles fauchèrent ton corps
Nous avions eu mal au cœur
Notre âme a frémi
Et de nos yeux des larmes se mêlèrent à ton sang
Parce que toi Marie-Claire, tu avais accepté de mêler ta colère à nos souffrances
La colère d'une femme amoureuse de la vie, de ses fleurs, de la paix et de la liberté, 
Aujourd'hui, belle Marie-Claire, 
Accepte notre hommage et nos fleurs.
Nous sommes venus fleurir ta tombe
Pour perpétuer le souvenir d'une jeune femme
Dont le nom est gravé sur la glorieuse épitaphe de

Yamina Aït-Amrane, Malika Hamdani, Fatima Naïmi, Hassiba Ben Bouali…